# Pietro Paolo Parzanese
Pietro Paolo Parzanese (Ariano, 11 novembre 1809 – Napoli, 29 agosto 1852) è stato un presbitero, poeta e traduttore italiano.

## Biografia
Pietro Paolo Parzanese trascorse quasi interamente la sua vita nel paese natale Ariano (l'odierna Ariano Irpino) dove svolse la sua attività di sacerdote e di insegnante di letteratura e di teologia nel locale seminario vescovile. Nonostante si recasse abbastanza spesso a Napoli, dove ebbe contatti con i circoli letterari della capitale, e nonostante avesse conoscenza anche dei romantici tedeschi, per la sua poesia, di impronta localistica, Parzanese rappresentava il "buono e pio poeta del villaggio" secondo De Sanctis. Per Luigi Baldacci, i versi del Parzanese costituiscono altresì il veicolo di un'ideologia politica; in seguito è stato messo in evidenza il Parzanese patriota, sincero sostenitore della causa dell'unità d'Italia.

## Riconoscimenti
Nella sua città natia si erge un busto bronzeo dello scultore Enrico Mossuti (eretto nel 1910 nella piazza centrale, ma trasferito nella vicina villa comunale fin dal 1928); al Parzanese sono inoltre intitolate una strada del centro storico e il locale liceo classico/scientifico, mentre all'interno del museo degli argenti è stato creato un fondo che raccoglie tutte le opere letterarie del sacerdote-poeta. A Pier Paolo Parzanese è infine dedicato un monumento nel quadrato degli uomini illustri del cimitero monumentale di Napoli, ove è sepolto.

## Opere (selezione)

### Opere del Parzanese
- Armonie italiane, Lugano: s.n., 1841
- Canzoni popolari sacre e profane dei sacerdoti Giuseppe Peragallo e Pietro Paolo Parzanese, Lucca: Tipografia di F. Baroni, 1856
- Canti del povero, Napoli: Stamperia strada del Salvatore, 1852
- Canti del Viggianese; Canti del povero; prefazione di Michele Tondo, II ed, Avellino: La Ginestra, 1994
- Poesie edite ed inedite di Pietro Paolo Parzanese, 3 voll., Napoli: stamperia dell'Iride, 1856
- Poesie e prose; scelte ed annotate, ad uso delle scuole, dal prof. Catello De Vivo, Napoli: F. Perrella e C., 1913
- Canti educativi inediti e dispersi; con profilo biografico, saggio critico e note del prof. Francesco Lo Parco, Napoli: P. Federico e G. Ardia, 1921

### Traduzioni
- La preghiera per tutti, cantica di Victor Hugo; versione di P. P. Parzanese, Napoli: dalla Tipografia all'Insegna del Tasso, 1837
- Melodie ebraiche, di lord George Byron; versione di P. P. Parzanese, Napoli: tipografia all'insegna di Tasso, 1837 (pdf su LiberLiber)
- Versione dell'Apocalissi ed altre poesie sacre; per Pietro-Paolo Parzanese, Napoli: Stamperia dell'Iride, 1858
- Dodici armonie religiose, di Alfonso de Lamartine; Recate in versi italiani, Como: Presso i figli di C. A. Ostinelli, 1834